# Жан Тот
Жан Тот (фр. Jean Todt; 25. фебруар 1946) је бивши извршни директор Ферарија и актуелни председник Светске аутомобилске федерације ФИА-е.

## Приватни живот
Заручен је са Мишел Јоу, кинеском глумицом. Имао је малу улогу у филму Астерикс на олимпијским играма. Син Николас је менаџер у Формули 1. Тренутно је менаџер Фелипу Маси.

## Скудерија Ферари
Тот је са Луком ди Монтецемолом 1996. године довео Михаела Шумахера у Ферари. Након Шумахера, довео је главног стратега Роса Брона и дизајнера Рорија Берна. Ферари је на челу са Тотом освојио осам титула првака у конкуренцији конструктора.
Дана 17. марта 2009. Тот се повукао из Ферарија.